# Katharina von Lancaster

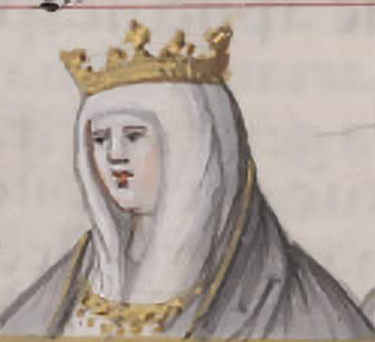
Katharina von Lancaster

Katharina von Lancaster (englisch Katherine of Lancaster oder Catherine Plantagenet, spanisch Catalina de Lancáster; * wahrscheinlich 31. März 1373 in Hertford, England; † 2. Juni 1418 in Valladolid) war als Mitglied des Hauses Anjou-Plantagenêt eine englische Prinzessin sowie als Gattin Heinrichs III. Königin von Kastilien und León (1393–1406). Ihre Ehe kam 1388 nach einem missglückten Versuch ihres Vaters John of Gaunt, 1. Duke of Lancaster, seine Thronansprüche auf Kastilien militärisch durchzusetzen, zustande. In ihrer Zeit als kastilische Königin hatte sie keinen politischen Einfluss. Sie widmete sich stattdessen der kirchlichen Patronage, insbesondere der Förderung der  Dominikaner. Nach dem frühen Tod ihres Gatten (1406) fungierte sie als Regentin für ihren minderjährigen Sohn Johann II. Dabei traten zwischen ihr und ihrem Mitregenten, dem Infanten Ferdinand von Aragón, Spannungen auf. 1412 erließ sie sehr restriktive Gesetze gegen Juden und Muslime. Auf religionspolitischem Gebiet unterstützte sie den Gegenpapst Benedikt XIII.

## Herkunft
Katharina war die Tochter des englischen Prinzen John of Gaunt, 1. Duke of Lancaster und seiner zweiten Gattin Konstanze von Kastilien, der Tochter und Thronerbin Peters I. des Grausamen. Katharina hatte nur einen im Kleinkindalter verstorbenen Vollbruder namens John, aber mehrere Halbgeschwister, die aus weiteren Ehen ihres Vaters stammten.

## Leben

### Jugend; Heirat mit Heinrich III. von Kastilien
Als Kleinkind erhielt Katharina entsprechend ihrem hochadligen Status im Januar 1375 ihre eigene Hofhaltung im Schloss von Melbourne in Derbyshire. Von Mitte April 1380 bis mindestens 1382 wohnte sie bei einer verwitweten Verwandten ihres Vaters, Joan Burghersh, Lady Mohun, die ihre weitere Erziehung übernahm. Da Katharinas Großvater mütterlicherseits im Jahr 1369 von seinem Halbbruder Heinrich von Trastámara ermordet worden war, strebte John of Gaunt über die Ansprüche seiner Gattin die Krone Kastiliens an. Nach dem Sieg Johanns I. von Portugal in der Schlacht von Aljubarrota (1385) gegen Johann I. von Kastilien, den Sohn Heinrich von Trastámaras, verbündeten sich England und Portugal im Mai 1386 im Vertrag von Windsor gegen Kastilien. Daraufhin schiffte sich John of Gaunt, begleitet von seiner Gattin, seiner Tochter Katharina und deren Schwestern, nach der Iberischen Halbinsel ein, um einen Feldzug gegen Kastilien zu führen. Nach der Landung in Galicien kam er mit seiner Familie am 25. Juli 1386 nach La Coruña und zog mit ihr weiter nach Orense. Dort suchten ihn kastilische Botschafter auf und schlugen zur Beilegung der Rivalitäten eine Heirat zwischen seiner Tochter Katharina und dem kastilischen Kronprinzen Heinrich III. vor. John of Gaunt festigte jedoch sein Bündnis mit Portugal durch die im Februar 1387 erfolgte Verheiratung seiner Tochter Philippa mit König Johann I. Nach einem missglückten Einfall in León musste sich der Herzog von Lancaster indessen nach Portugal zurückziehen und akzeptierte nun die von Johann I. von Kastilien ins Spiel gebrachte Vermählung Katharinas mit dem Kronprinzen Heinrich III., wobei er sich gleichzeitig gegen eine finanzielle Entschädigung zum Verzicht auf seine Thronansprüche verpflichtete. Am 8. Juli 1388 wurde der entsprechende Vertrag von Bayonne unterzeichnet.
In einer Erklärung vom 5. August 1388 akzeptierte Katharina ihre geplante Verheiratung und die Bedingungen des Vertrags von Bayonne, laut denen sie die Städte Soria, Almazán, Atienza, Deza und Molina als Mitgift erhielt und privat weiterhin die Autorität des Papstes Urban VI. anerkennen durfte. Die Heirat von der als „groß, schön und wohlgestaltet“ beschriebenen Katharina und dem erst 9-jährigen Heinrich (III.) fand am 17. September 1388 in der Kathedrale San Antolin in Palencia statt. Die Fehde zwischen dem Haus Trastámara und den Anhängern des ermordeten Peter I. war hiermit beendet. Als Ehefrau des Thronfolgers erhielt sie den Titel einer Prinzessin von Asturien.

### Königin
Nach dem Tod Johanns I. (1390) folgte ihm sein unmündiger Sohn Heinrich III. auf den Thron Kastiliens. Laut englischen Chroniken wurde nun zuerst mittels einer Täuschung versucht, Katharina zur Unterwerfung unter die religiöse Oberhoheit der Gegenpäpste von Avignon zu bewegen. Dazu wurde ihr ein gefälschter Brief ihres Vaters vorgelegt, in dem dieser ihr angeblich zu diesem Schritt riet. Katharina durchschaute aber aufgrund ihrer weiterhin aufrechten Verbindung zu ihrem Vater dieses Manöver und hielt an ihrer Anerkennung von Urbans Nachfolger Bonifatius IX. fest, welcher die Dispens für ihre Ehe erteilt hatte. Da indessen der kastilische Hof den Gegenpapst Clemens VII. unterstützte, war dessen Ausstellung der Dispens notwendig, damit die kastilische Kirche Katharinas Ehe als gültig betrachtete. Wohl noch 1390 musste Katharina daher zustimmen, die religiöse Oberhoheit des Gegenpapstes zu akzeptieren. 1393 wurde Heinrich III. für mündig erklärt und konnte nun selbst die Regierung übernehmen. Im gleichen Jahr wurde auch seine Ehe mit Katharina vollzogen. Diese zeigte sich in der Folge als loyale Unterstützerin des Gegenpapstes Benedikt XIII.
Der politische Einfluss Katharinas auf die Regierung ihres Gatten war ziemlich gering. Immerhin ist ihre Förderung der Dominikaner bekannt. Die Vorliebe für diesen katholischen Orden zeigt sich in der Wahl ihrer Beichtväter, zu denen Álvaro de Córdoba, Gründer des Klosters Escala Celi, Juan de Morales, Bischof von Badajoz, sowie García de Castronuño, Bischof von Coria, gehörten. Auch kümmerte Katharina sich um lokale Angelegenheiten in den Städten des ihr durch ihre Mitgift verliehenen Machtbereichs. Bezüglich ihrer öffentlichen Aktivitäten berichteten zeitgenössische Chroniken u. a. von ihrem Besuch Andalusiens in Begleitung des Königs und ihrem Einzug in Sevilla. Sie bemühte sich um die Freilassung inhaftierter Kinder Peters I., u. a. von Juan, einem Sohn Peters aus seiner Ehe mit Juana de Castro, sowie von Diego, einem Sohn Peters mit seiner Mätresse Isabel de Sandoval. Enge Beziehungen unterhielt Katharina zur Priorin Teresa de Ayala, die Peter I. die Tochter Maria geboren hatte. Nach dem Tod ihrer Mutter blieb Katharina weiterhin in Kontakt mit ihrem Vater, der ihrer in seinem Testament gedachte. Zu ihren Maßnahmen auf dem geistlichen Gebiet gehört die Gründung von Klöstern wie 1392 Santa Maria de Nieva in Segovia, das den Hieronymiten unterstellt wurde. 1396 unterstützte sie neue Klöster dieses Ordens in Toledo; und insbesondere begünstigte sie den Konvent Santo Domingo el Real in Toledo, in dem Teresa de Ayala das Amt der Priorin versah.
Dass die Königin erst 1401 ihr erstes Kind, Maria, bekam, war nach der Ansicht spanischer Chronisten nicht auf den schlechten Gesundheitszustand Heinrichs III. zurückzuführen, sondern auf Katharinas übermäßigen Hang zum Essen. Laut dem Historiker Fernán Pérez de Guzmán habe sie bei den Mahlzeiten größere Mengen verspeist als für Frauen üblich sei. 1403 brachte die Königin ihre zweite Tochter, die den gleichen Namen wie sie erhielt, zur Welt. Bei beiden Geburten leistete ihr die Priorin Teresa de Ayala geistlichen Beistand. Die Königin hatte bei ihrer zweiten Geburt eine Magenschwellung und Schmerzen in der Seite. Sie wurde übergewichtig; auch traten bei ihr zunehmende Lähmungserscheinungen auf. Daher bestand die Sorge, dass sie keine weiteren Kinder mehr bekäme. Als sie dennoch 1405 einen Sohn, Johann, gebar, schwanden die Chancen des Infanten Ferdinand von Aragón endgültig, seinem königlichen Bruder auf den kastilischen Thron zu folgen. Heinrich III. hatte die Priorin Teresa de Ayala schriftlich ersucht, rechtzeitig nach Toro zu kommen, um der Königin bei der Geburt des Kronprinzen behilflich zu sein. Auch hatte er dafür gesorgt, dass ein neuer Arzt, Juan de Toledo, der einen ausgezeichneten Ruf genoss, Katharinas Geburt überwachte. Die Gattin des Infanten Ferdinand, Eleonore Urraca von Kastilien, wurde zum Besuch der Königin nach Toro eingeladen, nicht jedoch der Infant selbst.

### Königinwitwe
Katharina spielte erst nach dem Tod ihres Gemahls (25. Dezember 1406) eine wichtige politische Rolle, da sie laut dessen Testament zusammen mit ihrem Schwager, dem Infanten Ferdinand von Aragón, für ihren unmündigen Sohn Johann II. die Regierungsgeschäfte führen sollte. Doch hätte sie ihren Sohn den Adligen Diego López de Stúñiga und Juan Fernández de Velasco anvertrauen müssen. Allerdings wollte sie ihren Sohn nicht hergeben, sondern bezog im Jahr 1407 zu ihrer Verteidigung in einer berühmten spanischen Burg, dem Alcázar von Segovia, Stellung, als ihr Schwager ein Abkommen aushandeln konnte, welches ihr die Aufsicht über ihren Sohn garantierte.
Dennoch kam es zwischen den beiden Machthabern zu Uneinigkeiten, die durch Ferdinands in Fortsetzung der Politik seines Bruders beabsichtigtem Krieg gegen das südspanische Emirat von Granada verschärft wurden. Gemäß dem Testament des verstorbenen Königs wurde daher das Reich in Einflusssphären aufgeteilt. Dabei wurde Katharina der Norden mit Altkastilien und León zugesprochen. Beide Regenten traten während des weiterhin andauernden Abendländischen Schismas für den Gegenpapst Benedikt XIII. ein. Katharina erhoffte sich davon Benedikts Unterstützung für ihren Sohn.
Die Regentin folgte meist dem Rat ihrer Günstlinge. Zu ihnen gehörte ihre Hofdame Leonor López de Córdoba, Tochter eines Großmeisters des Calatravaordens, die sich bei Katharina im Alcázar von Segovia aufhielt. Sie soll auf die Entscheidungen der Königinwitwe größeren Einfluss als die königlichen Räte und hohe spanische Adlige gehabt haben. Um 1412 wurde sie aus ihrer mächtigen Position durch die damals am Hof Katharinas eingetroffene Inés de Torres verdrängt und mit ihren Verwandten verbannt. Inès de Torres erlangte als neue Favoritin der Regentin einen ebenso großen Einfluss wie Léonor López, musste aber aus diesem Grund auf den Beschluss des königlichen Rats 1416 ebenfalls den Hof Katharinas verlassen.
Die politischen Spannungen zwischen der Königinwitwe und ihrem Schwager bestanden fort. Der erste Feldzug des Infanten Ferdinand gegen Granada scheiterte im Herbst 1407, und die Cortes bewilligten nicht die von ihm geforderten Geldmittel zur Fortsetzung des Kriegs. Chronisten, die Ferdinand nahestanden, gaben Katharina daran schuld, weil sie sich den Plänen des Infanten widersetzt hatte. Dies erscheint jedoch unglaubwürdig, da eine wesentlich breitere Opposition gegen Ferdinands militärische Unternehmungen bestand. So unterstützten etwa Diego López de Stúñiga und Juan Fernández de Velasco die Position der Königin, ebenso die Mendozas von Guadalajara. Ferdinand war die Förderung von Velasco und Stúñiga durch Katharina ein Dorn im Auge und er verlangte 1409 die Entfernung der beiden Adligen von ihrem Hof. Nun zeigte die Königinwitwe größeres Entgegenkommen für die Bereitstellung finanzieller Mittel für die kostspieligen Kämpfe ihres Schwagers gegen Granada. Mit der Eroberung von Antequera im September 1410 schloss der Infant Ferdinand diesen Krieg mit einem gewissen Erfolg ab.
Aufgrund Katharinas Beitrag zu diesen Kriegen kühlte sich zwar ihr Bündnis mit Frankreich ab, doch konnte sie bessere Beziehungen zu Portugal – wo ihre ältere Halbschwester Philippa of Lancaster als Gemahlin König Johanns I. regierte – sowie zu England etablieren. Zum englischen König Richard II. hatte sie ein gutes Verhältnis und mit dessen Nachfolger, ihrem seit 1399 regierenden Halbbruder Heinrich IV. pflegte sie sogar herzliche persönliche Kontakte. Zwar gab es zwischen Kastilien und England keinen Friedensvertrag, doch förderten die Herrscher den Handel zwischen den beiden Ländern. Katharina selbst kaufte teure Stoffe in London. Infolge ihrer Außenpolitik gelangten die kastilischen Gemeinden zu Wohlstand. Ferdinands Politik dagegen belastete ihr Budget schwer.
Katharina unterstützte ab 1410 das Streben ihres Schwagers nach der Krone von Aragon und verzichtete sogar auf die Rechte ihres Sohns auf dieses Reich. Sie hoffte, dass Ferdinand nach seiner Wahl zum König von Aragon auf seine Position als Mitregent  Kastiliens verzichten würde. Ihre Erwartung erfüllte sich nicht, als ihr Schwager tatsächlich 1412 den Thron Aragons besteigen konnte. Immerhin wurde die territoriale Aufteilung Kastiliens zwischen ihnen zugunsten Katharinas abgeändert. Beeinflusst vom Bischof von Burgos, Pablo de Santa María, der den kleinen Thronfolger Johann II. erzog, sowie von den Ideen des katalanischen Predigers Vinzenz Ferrer verfügte Katharina im Januar 1412 strenge Gesetze gegen Juden und Muslime (Leyes de Ayllón). 1414 übersandte sie Ferdinand anlässlich seiner Krönung zum aragonesischen König eine wertvolle Krone.
Wegen ihrer aber weiterhin bestehenden Gegnerschaft zu Ferdinand trat Katharina anfangs gegen das Konzil von Konstanz (1414 bis 1418) ein. Sie unterstützte den Gegenpapst Benedikt XIII., bis dieser und ein weiterer Gegenpapst 1417 auf dem Konzil abgesetzt und Martin V. zum neuen (einzigen) Papst gewählt wurde. Inzwischen war König Ferdinands 1416 gestorben, und Katharina musste als nunmehrige kastilische Alleinregentin mit dessen einflussreichen Söhnen ringen, die zudem Unterstützung von Adelsparteien erhielten. Sie verzichtete schließlich auf das Sorgerecht für ihren Sohn. Mit dem Emir von Granada schloss sie einen Waffenstillstand.

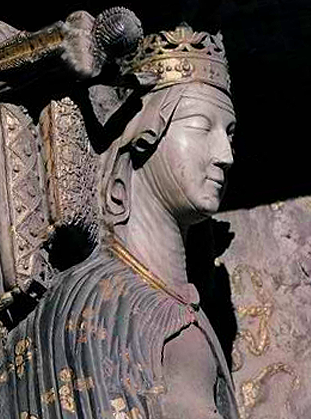
Grabporträt Katharinas

### Tod
Ein von Fernán Pérez de Guzmán überlieferter Bericht über Katharinas Zustand kurz vor ihrem Tod beschreibt sie als kranke, teilweise gelähmte Frau, zeigt aber auch, dass sie etliche physische Eigenschaften von ihrem Vater geerbt hatte. Diese Darstellung schildert sie als groß, übergewichtig, blond und männlich wirkend, charakterlich als tugendhaft und großzügig, aber zu sehr unter dem Einfluss ihrer Günstlinge stehend.
Im Frühjahr 1418 verschlechterte sich Katharinas Gesundheitszustand. Auf ihren Wunsch wurde sie nach Valladolid gebracht. Dort starb sie am 2. Juni 1418 an einem vielleicht auf ihr Übergewicht zurückzuführenden Schlaganfall. Sie wurde an der Seite ihres Gatten in der Capilla de los Reyes Nuevos in der Kathedrale von Toledo beigesetzt. Auf ihrem Grabporträt ist sie mit langem Gesicht und stark gewölbter Stirn dargestellt.

## Kinder
Katharina und ihr Gatte hatten drei Kinder:
- Maria von Kastilien (* 1401; † 1458), Gattin des Königs Alfons V. von Aragón
- Katharina von Kastilien (* 1403; † 1439), Gattin des Infanten Heinrich von Aragon, Marquis von Villena
- Johann II. (* 1405; † 1454), seit 1406 Nachfolger seines Vaters als König von Kastilien.